# 2-Etil-5-metoksi-N,N-dimetiltriptamin
2-Etil-5-metoksi--dimetiltriptamin (EMDT) je triptaminski derivat koji se koristi u naučnim istraživanjima. On deluje kao selektivni agonist 5-6 receptora, sa  od 16 nM, i bio je jedan od prvih selektivnih agonista razvijenih za ovaj receptor. EMDT inhibira formiranje kratkotrajne- i dugotrajne memorije u studijama na životinjama, a taj efekat se može poništiti primenom selektivnog 5-HT6 antagonista SB-399,885.